# Championnat de Géorgie de rugby à XV 2019-2020
Navigation
Championnat 2018-2019 Championnat 2020-2021
Le championnat de Géorgie de rugby à XV 2019-2020 (officiellement en géorgien : დიდი 10, en translittération latine Didi 10 ; connu pour des raisons de naming en tant que ლიდერბეთი დიდი 10, en translittération latine Lider-Bet Didi 10) oppose les dix meilleures équipes géorgiennes de rugby à XV. Il débute le 13 septembre 2019 et se termine, interrompu par la pandémie de Covid-19, le 8 mars 2020.

## Clubs de l'édition 2019-2020
| Batoumi Koutaïssi Roustavi Tbilissi Bolnissi Gori Kiketi |

| Équipe        | Stade                        | Capacité | Ville     |
| ------------- | ---------------------------- | -------- | --------- |
| Lelo Saracens | Lelo Arena                   | 1750     | Tbilissi  |
| RC Locomotive | Stade de rugby d'Avchala     | 3200     | Tbilissi  |
| RC Kochebi    | Stade de rugby de Nutsubidze | 2070     | Tbilissi  |
| RC Aia        | Aia Arena                    | 4860     | Koutaïssi |
| RC Rustavi    | Stade de rugby de Roustavi   | 2889     | Roustavi  |
| RC Academy    | Stade de rugby de Nutsubidze | 2070     | Tbilissi  |
| RC Armazi     | Stade de rugby Shevardeni    | 1600     | Tbilissi  |
| RC Batoumi    | Stade de rugby de Batoumi    | 2484     | Batoumi   |
| RC Junkers    | Stade de rugby d'Avchala     | 3200     | Tbilissi  |
| RC Jiki       | Stade de rugby de Gori       | 2500     | Gori      |

## Classement de la phase régulière
| Rang | Club           | J  | V  | N | D  | Bo | Bd | Pm  | Pe  | Diff | Pts |
| ---- | -------------- | -- | -- | - | -- | -- | -- | --- | --- | ---- | --- |
| 1    | RC Batoumi (T) | 14 | 9  | 2 | 3  | 5  | 3  | 302 | 142 | +160 | 48  |
| 2    | Lelo Saracens  | 14 | 10 | 1 | 3  | 4  | 2  | 331 | 228 | +103 | 48  |
| 3    | RC Aia         | 14 | 8  | 2 | 4  | 4  | 4  | 336 | 188 | +148 | 44  |
| 4    | RC Rustavi     | 14 | 8  | 1 | 5  | 3  | 5  | 354 | 256 | +98  | 42  |
| 5    | RC Academy     | 14 | 8  | 1 | 5  | 2  | 2  | 274 | 212 | +62  | 38  |
| 6    | RC Jiki        | 14 | 7  | 0 | 7  | 0  | 1  | 228 | 338 | -110 | 29  |
| 7    | RC Kochebi (P) | 14 | 4  | 3 | 7  | 1  | 3  | 258 | 286 | -28  | 26  |
| 8    | RC Junkers (P) | 14 | 3  | 0 | 11 | 1  | 7  | 247 | 293 | -46  | 20  |
| 9    | RC Locomotive  | 14 | 4  | 1 | 9  | 1  | 1  | 215 | 397 | -182 | 20  |
| 10   | RC Armazi      | 14 | 3  | 1 | 10 | 0  | 1  | 168 | 373 | -205 | 15  |

|  | T : tenant du titre 2019, P : promu 2019 |

Attribution des points : victoire sur tapis vert : 5, victoire : 4, match nul : 2, défaite : 0, forfait : -2 ; plus les bonus (offensif : 4 essais marqués ; défensif : défaite par 7 points d'écart ou moins).

## Tableau synthétique des résultats
L'équipe qui reçoit est indiquée dans la colonne de gauche.
| Clubs         | LELO  | LOCO  | KOCH  | AIA   | RUST  | JUNK  | ARMA  | BATU  | ACAD  | JIKI  |
| ------------- | ----- | ----- | ----- | ----- | ----- | ----- | ----- | ----- | ----- | ----- |
| Lelo Saracens |       | 37-19 |       | 13-34 | 20-19 | 31-25 | 36-16 | 7-9   | 14-13 |       |
| RC Locomotive | 0-39  |       |       | 12-20 |       | 7-54  | 18-18 | 7-21  | 5-25  | 26-32 |
| RC Kochebi    | 24-24 | 31-32 |       |       | 30-25 | 19-22 |       | 12-22 | 7-29  | 30-14 |
| RC Aia        | 16-21 | 57-12 | 12-12 |       | 10-13 | 46-3  | 36-7  |       |       | 15-19 |
| RC Rustavi    | 17-13 | 17-21 | 30-25 | 20-24 |       |       |       | 17-10 | 25-13 | 38-7  |
| RC Junkers    |       | 16-17 | 10-22 | 12-13 | 30-28 |       | 15-18 | 12-16 | 16-25 |       |
| RC Armazi     | 8-36  | 13-31 | 18-8  | 9-21  | 10-33 |       |       |       | 6-40  | 20-14 |
| RC Batoumi    | 18-21 |       | 13-13 | 10-10 |       | 20-8  | 47-3  |       | 26-10 | 32-3  |
| RC Academy    |       |       | 10-11 | 25-22 | 27-27 | 8-6   | 14-10 | 19-13 |       | 16-24 |
| RC Jiki       | 10-19 | 17-8  | 25-14 |       | 16-45 | 23-18 | 24-12 | 0-45  |       |       |

|  | Victoire à domicile |  | Match nul |  | Défaite à domicile |

## Meilleurs réalisateurs
| Rang | Joueur                 | Club          | Points | Essais | Transf. | Pén. | Drop |
| ---- | ---------------------- | ------------- | ------ | ------ | ------- | ---- | ---- |
| 1    | Giorgi Babunashvili    | RC Aia        | 134    | 3      | 28      | 21   | 0    |
| 2    | Ramaz Kharazishvili    | RC Junkers    | 111    | 2      | 13      | 25   | 0    |
| 2    | Teymuraz Sokhadze      | RC Kochebi    | 111    | 1      | 14      | 26   | 0    |
| 4    | Davit Modzkhvirishvili | RC Academy    | 110    | 1      | 21      | 21   | 0    |
| 5    | Irakli Kiasashvili     | Lelo Saracens | 109    | 2      | 21      | 19   | 0    |
| 6    | Vazha Khutsishvili     | RC Rustavi    | 98     | 3      | 22      | 13   | 0    |
| 7    | Revaz Jinchvelashvili  | RC Jiki       | 70     | 0      | 14      | 14   | 0    |
| 7    | Beka Urdzhukashvili    | RC Batoumi    | 70     | 2      | 12      | 12   | 0    |
| 9    | Akaki Tabutsadze       | Lelo Saracens | 50     | 10     | 0       | 0    | 0    |
| 10   | Mamuka Ninidze         | RC Batoumi    | 49     | 1      | 4       | 12   | 0    |